# گروناینه
گروناینه (به لهستانی:  Gronajny) یک روستا در لهستان است که در گمینا شتوم واقع شده‌است.
 گروناینه  ۲۱۰ نفر جمعیت دارد.